# Moody College of Communication
 (septembre 2024).
La mise en forme du texte ne suit pas les recommandations de Wikipédia : il faut le « wikifier ».
Les points d'amélioration suivants sont les cas les plus fréquents. Le détail des points à revoir est peut-être précisé sur la page de discussion.
- Les titres sont pré-formatés par le logiciel. Ils ne sont ni en capitales, ni en gras.
- Le texte ne doit pas être écrit en capitales (les noms de famille non plus), ni en gras, ni en italique, ni en « petit »…
- Le gras n'est utilisé que pour surligner le titre de l'article dans l'introduction, une seule fois.
- L'italique est rarement utilisé : mots en langue étrangère, titres d'œuvres, noms de bateaux, etc.
- Les citations ne sont pas en italique mais en corps de texte normal. Elles sont entourées par des guillemets français : « et ».
- Les listes à puces sont à éviter, des paragraphes rédigés étant largement préférés. Les tableaux sont à réserver à la présentation de données structurées (résultats, etc.).
- Les appels de note de bas de page (petits chiffres en exposant, introduits par l'outil «  Source ») sont à placer entre la fin de phrase et le point final[comme ça].
- Les liens internes (vers d'autres articles de Wikipédia) sont à choisir avec parcimonie. Créez des liens vers des articles approfondissant le sujet. Les termes génériques sans rapport avec le sujet sont à éviter, ainsi que les répétitions de liens vers un même terme.
- Les liens externes sont à placer uniquement dans une section « Liens externes », à la fin de l'article. Ces liens sont à choisir avec parcimonie suivant les règles définies. Si un lien sert de source à l'article, son insertion dans le texte est à faire par les notes de bas de page.
- La présentation des références doit suivre les conventions bibliographiques. Il est recommandé d'utiliser les modèles {{Ouvrage}}, {{Chapitre}}, {{Article}}, {{Lien web}} et/ou {{Bibliographie}}. Le mode d'édition visuel peut mettre en forme automatiquement les références.
- Insérer une infobox (cadre d'informations à droite) n'est pas obligatoire pour parachever la mise en page.

Pour une aide détaillée, merci de consulter Aide:Wikification.
Si vous pensez que ces points ont été résolus, vous pouvez retirer ce bandeau et améliorer la mise en forme d'un autre article.
Le Moody College of Communication est la faculté de journalisme, d'études des médias, des sciences de l'information et de la communication et des sciences du langage de l'université du Texas à Austin. Très sélectif et régulièrement classé parmi les meilleurs départements universitaires du monde dans ces domaines, le Moody College of Communication est placé à la 4e place dans le QS World Ranking 2024 by Subject.
La faculté propose sept diplômes de premier cycle, tels qu'en journalisme, publicité ou radio-télévision-cinéma et 17 programmes d'études supérieures. Le Moody College of Communication est implanté dans le Jesse H. Jones Communication Complex et le Dealey Center for New Media, qui a ouvert ses portes en novembre 2012.

## Classements et admissions
Les admissions des étudiants de premier cycle sont gérées par le service des admissions de premier cycle de l'université. Tout comme dans les écoles d'architecture, de commerce et d'ingénierie, les admissions au Moody College of Communication sont très sélectives,. Le Collège laisse un nombre déterminé de places par an pour les transferts internes et externes, bien que les chiffres officiels ne soient pas divulgués.
| Reviewing Body                     | Survey Name                            | Rank  | Scope    | Year  |
| ---------------------------------- | -------------------------------------- | ----- | -------- | ----- |
| QS World University Rankings       | Communication and Media Studies        | 4     | World    | 2024  |
| U.S. News & World Report           | Top Speech Language Pathology Programs | 10    | National | 2020  |
| U.S. News & World Report           | Top Audiology Programs                 | 14    | National | 2020  |
| USA Today                          | Best Overall Journalism Programs       | 3     | National | 2015  |
| The Hollywood Reporter             | Top Film Schools                       | 10    | National | 2021  |
| Interactive Advertising Bureau     | Top Digital Advertising Programs       | 1     | National | 2013  |
| U.S. News & World Report           | Top Advertising Programs               | 4     | National | 2003  |
| U.S. News & World Report           | Top Public Relations Programs          | 7     | National | 2003' |
| U.S. News & World Report           | Top Audiology Programs                 | 13    | National | 2003  |
| U.S. News & World Report           | Top Speech Pathology Programs          | 12    | National | 2003  |
| U.S. News & World Report           | Top Print Journalism Programs          | 11    | National | 2003  |
| U.S. News & World Report           | Top Film Programs                      | 7     | National | 2003  |
| U.S. News & World Report           | Top Radio-Television Programs          | 4     | National | 2003  |
| National Communication Association | Applied Communication                  | Top 3 | National | 1996  |
| National Communication Association | Communication Theory and Research      | Top 3 | National | 1996  |
| National Communication Association | Critical/Cultural Media Studies        | Top 3 | National | 1996  |
| National Communication Association | Organizational Communication           | Top 3 | National | 1996  |
| National Communication Association | Rhetoric                               | Top 3 | National | 1996  |

## Anciens élèves
Le Moody College of Communication a formé de nombreux anciens élèves célèbres, dont les plus reconnus sont Walter Cronkite, Lady Bird Johnson et Matthew McConaughey. Les étudiants associés au Moody College of Communication ont reçu 34 prix Pulitzer, trois Oscars et 42 Emmy Awards.